# Synfält
Synfältet är det område som i ett givet ögonblick kan observeras av synen. Människans maximala statiska synfält är ungefär 180° horisontellt genom centrum, då bägge ögonen används. Det maximala vertikala synfältet är ungefär 134 grader.
Synfältet skiljer sig åt mellan olika djur. Vanligt är att växtätare har ett brett synfält, medan rovdjuren har ett smalare synfält, men bättre djupseende.
Perifert synfält är den del av synomfånget som ligger utanför den del som ögat kan fokusera skarpt på. Det perifera synfältet registrerar och reagerar på rörelse och lockar blicken till de saker som rör sig i blickomfånget. Denna registreringsförmåga fungerar bra, om endast ett rörligt objekt uppträder inom det totala synfältet. Där ett stort antal rörliga objekt uppträder samtidigt, hinner hjärnan inte med att registrera dem alla. Endast rörliga objekt inom cirka 7 grader från centrum registreras då. Därför är det viktigt att bilförare ständigt scannar med blicken höger - vänster - höger för att på det sättet fånga upp allt väsentligt som uppträder i trafikmiljön. Med hjälm kan periferiseendet försämras.
Enligt uppslagsboken ”Medicinsk Terminologi” gäller: synfält det fält eller område från vilket ett öga vid oförändrad ställning kan mottaga synintryck. Med dessa villkor är totala synfältet hela det synfält som kan överblickas med båda ögonen; uniokulära synfältet den del som ett öga kan se; binokulära synfältet den del där de båda unipolära synfälten sammanfaller och där man har ett stereoskopiskt seende (djupseende). 
Människans synfält brukar indelas i foveola inom 0,6 graders radie från centrum samt fovea inom 2,5 graders radie från centrum. Det är "platsen för ögats skarpa seende". Vidare har man gula fläcken inom 9,2 graders radie från centrum. Det är "platsen för det tydliga seendet". Totala synfältet är mycket större, upp till ca 95 grader från synfältscentrum. Vid en vanlig mätning av synskärpan är det endast skärpan inom foveola, som avses. Där är synskärpan störst, men avtar hastigt ju längre från centrum man mäter. Utöver dessa anatomiskt tydligt avgränsade delar finns det "maximala effektiva synfältet" inom cirka 7 grader från centrum för normalseende bilförare samt inom cirka 4 grader från centrum vid läsning av löpande text.